# Europa Cup (korfbal) 2009
Van 21 t/m 24 januari 2009 streden de landskampioenen van acht Europese landen om de Europa Cup Korfbal 2009. De eindronde van dit toernooi werd gehouden in Koog aan de Zaan. De kampioenen van de landen die bij het toernooi van 2008 op de hoogste vier plaatsen eindigden, waren automatisch geplaatst voor de eindronde. De overige vier deelnemers hebben zich gekwalificeerd tijdens de twee kwalificatietoernooien, welke in oktober 2008 zijn gehouden.

## Kwalificatietoernooien
De 1e ronde van de Europa Cup Korfbal 2009 was verdeeld over twee kwalificatietoernooien. Deze worden gehouden in het weekend van 3/4/5 oktober in Luxemburg en Szentendre (Hongarije).

### Luxembourg
In Luxemburg ( Luxemburg) vond de kwalificatie voor de 'West-Europese' landen plaats. Het Russische Orel STU-STSR en het Portugese CCO bereikten via dit toernooi de eindronde.

#### Deelnemers
| KCL Roude Leiw    |
| OSTU-STSR (Orel)  |
| CK Vacarisses     |
| St. Andrews Univ. |
| Cardiff City      |
| CCO               |
| FJEP Bonson       |

#### Wedstrijdprogramma

##### Vrijdag 3 oktober 2008
| Tijd      | Thuis          |   |                   | Uitslag |
| --------- | -------------- | - | ----------------- | ------- |
| 19.00 uur | KCL Roude Leiw | - | OSTU-STSR (Orel)  | 01 - 17 |
| 19.55 uur | CK Vacarisses  | - | St. Andrews Univ. | 20 - 03 |
| 20.50 uur | Cardiff City   | - | CCO               | 05 - 15 |

##### Zaterdag 4 oktober 2008
| Tijd      | Thuis            |   |                   | Uitslag      |
| --------- | ---------------- | - | ----------------- | ------------ |
| 09.30 uur | FJEP Bonson      | - | St. Andrews Univ. | 08 - 07      |
| 10.25uur  | Cardiff City     | - | OSTU-STSR (Orel)  | 03 - 21      |
| 11.20 uur | KCL Roude Leiw   | - | CCO               | 07 - 17      |
| 12.15 uur | FJEP Bonson      | - | CK Vacarisses     | 05 - 14      |
| 13.40 uur | Cardiff City     | - | St. Andrews Univ. | 06 - 05 (GG) |
| 14.35 uur | CK Vacarisses    | - | KCL Roude Leiw    | 10 - 03      |
| 15.30 uur | CCO              | - | FJEP Bonson       | 19 - 02      |
| 16.25 uur | OSTU-STSR (Orel) | - | St. Andrews Univ. | 23 - 03      |
| 17.35 uur | Cardiff City     | - | CK Vacarisses     | 05 - 21      |
| 18.30 uur | KCL Roude Leiw   | - | FJEP Bonson       | 05 - 07      |
| 19.25 uur | CCO              | - | OSTU-STSR (Orel)  | 13 - 07      |

##### Zondag 5 oktober 2008
| Tijd      | Thuis             |   |                | Uitslag |
| --------- | ----------------- | - | -------------- | ------- |
| 09.15 uur | St. Andrews Univ. | - | KCL Roude Leiw | 06 - 13 |
| 10.10 uur | CCO               | - | CK Vacarisses  | 05 - 10 |
| 11.05 uur | OSTU-STSR (Orel)  | - | FJEP Bonson    | 17 - 03 |
| 12.15 uur | Cardiff City      | - | KCL Roude Leiw | 08 - 06 |
| 13.10 uur | St. Andrews Univ. | - | CCO            | 01 - 20 |
| 14.05 uur | OSTU-STSR (Orel)  | - | CK Vacarisses  | 19 - 11 |
| 15.00 uur | Cardiff City      | - | FJEP Bonson    | 07 - 09 |

### Szentendre
In Szentendre ( Hongarije) vond de kwalificatie voor de 'Oost-Europese' landen plaats. TZ Znojmo MS YMCA uit Tsjechië en Szentendrei KK uit Hongarije kwalificeerden zich via dit toernooi voor de eindronde.

#### Deelnemers
| Galaxias KC Athens     |
| TZ Znojmo MS YMCA      |
| SKK Prievidza Dolphins |
| Szentendrei KK         |
| Mega Sports Warszawa   |
| Stari Grad             |

#### Wedstrijdprogramma

##### Zaterdag 4 oktober 2008
| Tijd      | Thuis                  |   |                        | Uitslag   |
| --------- | ---------------------- | - | ---------------------- | --------- |
| 10.00 uur | Galaxias KC Athens     | - | TZ Znojmo MS YMCA      | 11.00 uur |
| 11.00 uur | SKK Prievidza Dolphins | - | Szentendrei KK         | 12.00 uur |
| 12.00 uur | Mega Sports Warszawa   | - | Stari Grad             | 13.00 uur |
| 13.30 uur | Galaxias KC Athens     | - | SKK Prievidza Dolphins | 14.30 uur |
| 14.30 uur | Mega Sports Warszawa   | - | TZ Znojmo MS YMCA      | 15.30 uur |
| 15.30 uur | Stari Grad             | - | Szentendrei KK         | 16.30 uur |
| 17.00 uur | Galaxias KC Athens     | - | Mega Sports Warszawa   | 18.00 uur |
| 18.00 uur | Stari Grad             | - | SKK Prievidza Dolphins | 19.00 uur |
| 19.00 uur | Szentendrei KK         | - | TZ Znojmo MS YMCA      | 19.55 uur |

##### Zondag 5 oktober 2008
| Tijd      | Thuis                  |   |                        | Uitslag   |
| --------- | ---------------------- | - | ---------------------- | --------- |
| 09.30 uur | Galaxias KC Athens     | - | Stari Grad             | 10.30 uur |
| 10.30 uur | Szentendrei KK         | - | Mega Sports Warszawa   | 11.30 uur |
| 11.30 uur | TZ Znojmo MS YMCA      | - | SKK Prievidza Dolphins | 12.30 uur |
| 13.00 uur | Galaxias KC Athens     | - | Szentendrei KK         | 14.00 uur |
| 14.00 uur | TZ Znojmo MS YMCA      | - | Stari Grad             | 15.00 uur |
| 15.00 uur | SKK Prievidza Dolphins | - | Mega Sports Warszawa   | 15.55 uur |

## Eindronde
De eindronde van de Europa Cup 2009 wordt verspeeld van 21 tot en met 24 januari 2009, in Koog aan de Zaan, Nederland.

### Deelnemers
| Poule A   |               |  | Poule B   |                   |
| --------- | ------------- |  | --------- | ----------------- |
| Nederland | Koog Zaandijk |  | België    | Boeckenberg       |
| Engeland  | Trojans       |  | Tsjechië  | TZ Znojmo MS YMCA |
| Portugal  | CCO           |  | Duitsland | Adler Rauxel      |
| Hongarije | Szentendre    |  | Rusland   | Orel STU-STSR     |

### Wedstrijdprogramma

#### Woensdag 21 januari 2009
| Tijd      | Thuis         |   |                   | Uitslag |
| --------- | ------------- | - | ----------------- | ------- |
| 14.30 uur | Adler Rauxel  | - | Orel STU-STSR     | 9 - 25  |
| 16.30 uur | CCO           | - | Szentendrei KK    | 18 - 14 |
| 18.30 uur | Boeckenberg   | - | TZ Znojmo MS YMCA | 29 - 6  |
| 21.00 uur | Koog Zaandijk | - | Trojans           | 22 - 9  |

#### Donderdag 22 januari 2009
| Tijd      | Thuis             |   |               | Uitslag |
| --------- | ----------------- | - | ------------- | ------- |
| 14.30 uur | Boeckenberg       | - | Adler Rauxel  | 23 - 12 |
| 16.30 uur | Szentendrei KK    | - | Trojans       | 16 - 15 |
| 18.30 uur | TZ Znojmo MS YMCA | - | Orel STU-STSR | 13 - 12 |
| 20.30 uur | Koog Zaandijk     | - | CCO           | 28 - 09 |

#### Vrijdag 23 januari 2009
| Tijd      | Thuis             |   |                | Uitslag   |
| --------- | ----------------- | - | -------------- | --------- |
| 14.30 uur | Boeckenberg       | - | Orel STU-STSR  | 20 - 09   |
| 16.30 uur | TZ Znojmo MS YMCA | - | Adler Rauxel   | 17 - 15   |
| 18.30 uur | CCO               | - | Trojans        | 20.00 uur |
| 20.30 uur | Koog Zaandijk     | - | Szentendrei KK | 22.00 uur |

#### Zaterdag 24 januari 2009
| Tijd      | Thuis         |   |                | Uitslag |
| --------- | ------------- | - | -------------- | ------- |
| 11.00 uur | Trojans       | - | Adler Rauxel   | 13-14   |
| 12.30 uur | Szentendre KK | - | Orel STU       | 15-16   |
| 14.30 uur | C.C. Oeiras   | - | TZ Znojmo YMCA | 13-12   |
| 18.25 uur | Koog Zaandijk | - | Boeckenberg    | 22-18   |

### Play-offs
| Kampioen EuropaCup 2009    |
| -------------------------- |
| Koog Zaandijk Eerste titel |

1967 ·
1968 ·
1969 ·
1970 ·
1971 ·
1972 ·
1973 ·
1974 ·
1975 ·
1976 ·
1977 ·
1978 ·
1979 ·
1980 ·
1981 ·
1982 ·
1983 ·
1985 ·
1986 ·
1988 ·
1989 ·
1990 ·
1991 ·
1992 ·
1993 ·
1994 ·
1995 ·
1996 ·
1997 ·
1998 ·
1999 ·
2000 ·

2001 ·
2002 ·
2003 ·
2004 ·
2005 ·
2006 ·
2007 ·
2008 ·
2009 ·
2010 ·
2011 ·
2012 ·
2013 ·
2014 ·
2015 ·
2016 ·
2017 ·
2018 ·
2019 ·
2020 ·
2021 ·
2022